# アルメニアの世界遺産
アルメニアの世界遺産（アルメニアのせかいいさん）はユネスコの世界遺産に登録されているアルメニア国内の文化・自然遺産の一覧。

## 文化遺産
- ハフパット修道院とサナイン修道院 - (1996年)
- ゲガルド修道院とアザト川上流域 - (2000年)
- エチミアジンの大聖堂と教会群ならびにズヴァルトノツの考古遺跡 - (2000年)

## 自然遺産
なし

## 複合遺産
なし